# Nunataki Obduvaemye
Die Nunataki Obduvaemye (Transliteration von russisch Нунатаки Обдуваемые Nunataki Obduwajemyje, deutsch ‚Windumtoste Nunatakker‘) sind eine Gruppe von Nunatakkern im ostantarktischen Mac-Robertson-Land. In den Prince Charles Mountains ragen sie südlich des Mount Hicks in der Umgebung des Mount Lugg auf.
Russische Wissenschaftler benannten sie.